# Аскёйский мост
Аскёйский мост (норв. Askøybrua) — висячий автодорожный мост через Бюфьорд, соединяющий города Берген и Аскёй в губернии Хордаланн, Норвегия. Общая длина моста 1057 м, основной пролёт — 850 м. Максимальная высота над морем — 62 м. Всего мост имеет 7 пролётов; до 18 ноября 2006 года был платным.

## История

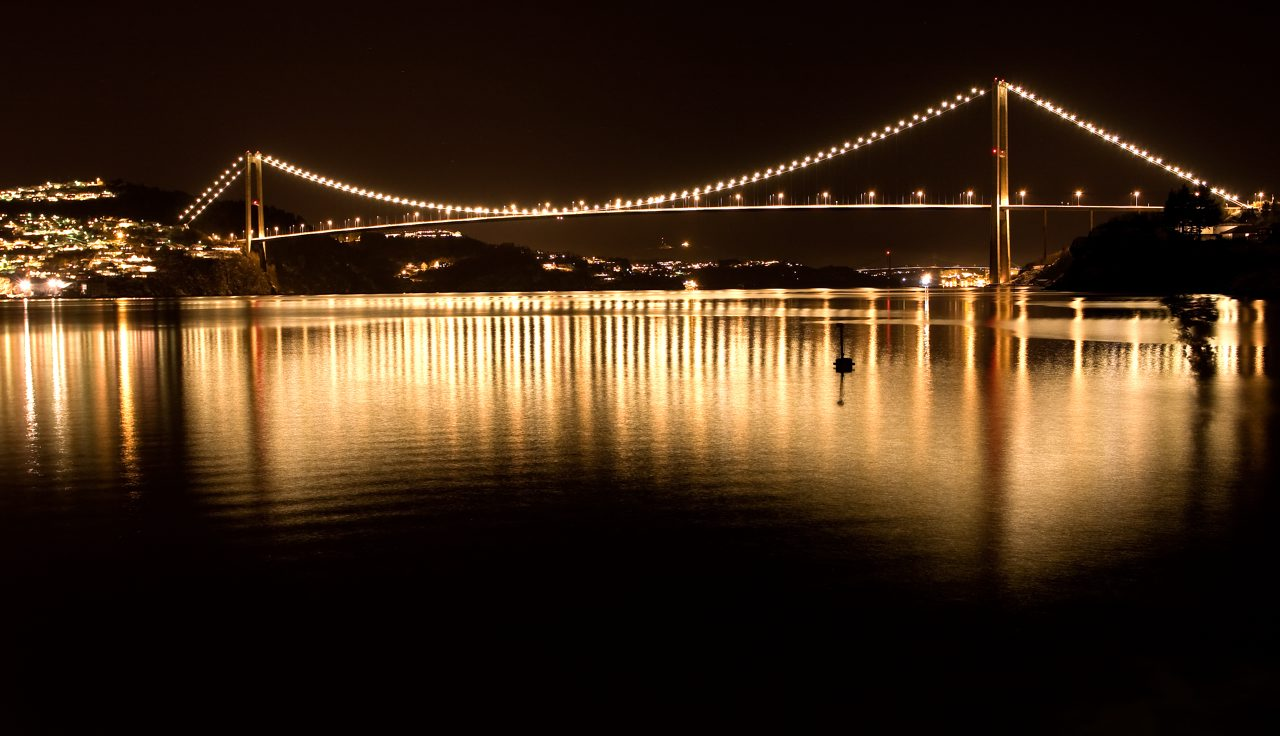
Ночной вид Аскёйского моста

План по постройке моста между Бергеном и островом Аскёй существовал с 1960-х годов. Впервые проект был представлен руководству Аскёя в 1960 году, а утверждение строительных планов произошло в 1966 году. В 1974 году была основана компания «Askøybrua AS». В 1977 году совет губернии Хордаланн утвердил проект моста совместно с шоссе до Лаксевога. Сбор средств за пользование мостом начался на пароме между Аскёем с Бергеном в 1983 году. 9 декабря 1987 года стортинг принял решение о строительстве моста. Контракты подряда для подвесных кабелей были отданы немецкой компании «ThyssenKrupp».
Строительные работы начались 24 апреля 1989 года. Северная и южная опоры были закончены в августе и декабре соответственно. Первый кабель был установлен в июле 1991 года. В марте 1992 года первая секция полотна моста была водружена на место. Строительство опередило планы и мост открылся не в апреле 1993 года, как планировали, а 12 декабря 1992. При открытии присутствовали министр транспорта и сообщений Норвегии и тысяча зрителей. На момент открытия Аскёйский мост был в списке крупнейших подвесных мостов в Европе, хотя после его обогнали шведский мост Хёга-Кустен и датский мост Большой Бельт. Плата за проезд по мосту была назначена в 100 норвежских крон.